# Canada Cup (Eishockey)

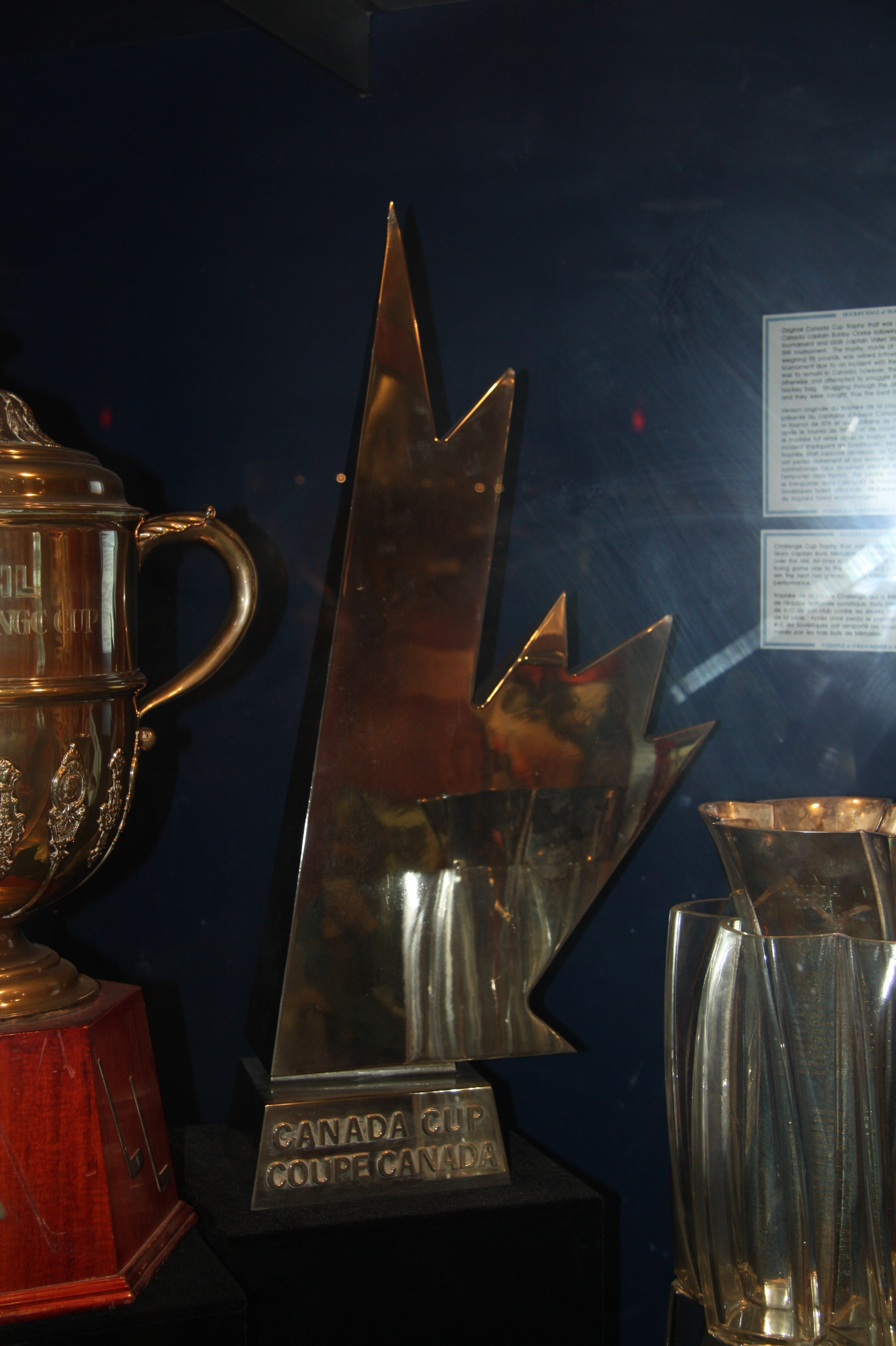
Der Canada Cup in der Hockey Hall of Fame Toronto

Der Canada Cup war ein von 1976 bis 1991 ausgetragenes Eishockeyturnier, dessen Nachfolger der World Cup of Hockey ist.

## Beschreibung
Obwohl der Canada Cup lediglich fünfmal ausgetragen wurde, galt er dennoch als besonders prestigeträchtig. Da die Wettbewerbe – im Gegensatz zur jährlichen Weltmeisterschaft – nicht mit den im Frühjahr stattfindenden Play-off-Spielen der NHL zeitlich kollidierten, konnten die nordamerikanischen Nationalteams in der Regel ihre besten Profispieler aufbieten.
Gerade in Anbetracht der in dieser Zeit weltweiten politischen Spannungen besaßen vorrangig die Begegnungen zwischen Gastgeber Kanada und dem damaligen Serien-Weltmeister aus der Sowjetunion stets einen hohen Prestigewert. Die Sowjets schickten 1976 jedoch nur eine B-Mannschaft zum Turnier, während 1991 das sowjetische Eishockey-Team sich im Neuaufbau befand bzw. bereits der Zerfall der Sowjetunion auch im Sport deutlich zu spüren war. Insgesamt konnte Kanada das Turnier viermal gewinnen, die Mannschaft der UdSSR beendete den Wettbewerb nur einmal siegreich (1981) – allerdings mit einem deutlichen 8:1-Finalsieg über die „Ahornblätter“. Diese konnten sich sechs Jahre später revanchieren, als sie die „Sbornaja“ 1987 in drei Finalspielen im Best-of-Three-Modus besiegten, wobei die Entscheidungen der Schiedsrichter zumindest als umstritten galten.

## Idee
Die Idee zum Canada-Cup hatte Alan Eagleson, der bereits die Summit Series organisiert hatte.

## Sonstiges
Seit seinem Debüt im Canada Cup im Jahr 1981 belegte der kanadische Ausnahmespieler Wayne Gretzky zum Ende jeden Turniers den Spitzenplatz in der Punkt-Wertung. Nur bei der Erstaustragung 1976 konnte sich mit Wiktor Schluktow (UdSSR) ein anderer Spieler als Gretzky zum Topscorer krönen.
Der Kanadische Eishockeyverband plante für 2005 eine Neuauflage des Wettbewerbs, welche vom 31. August bis zum 4. September 2005 in Verbindung mit dem Česká Pojišťovna Cup der Euro Hockey Tour stattfinden sollte. Aufgrund des Lockouts in der National Hockey League wurde dieses Turnier jedoch Anfang Juni 2005 abgesagt.

## Sieger
| Jahr | Sieger | Finalist         | MVP               | Topscorer        |
| ---- | ------ | ---------------- | ----------------- | ---------------- |
| 1976 | Kanada | Tschechoslowakei | Bobby Orr         | Wiktor Schluktow |
| 1981 | UdSSR  | Kanada           | Wladislaw Tretjak | Wayne Gretzky    |
| 1984 | Kanada | Schweden         | John Tonelli      | Wayne Gretzky    |
| 1987 | Kanada | UdSSR            | Wayne Gretzky     | Wayne Gretzky    |
| 1991 | Kanada | USA              | Bill Ranford      | Wayne Gretzky    |